# Dreamcatcher (boek)
Dreamcatcher (2001) is een boek van de Amerikaanse schrijver Stephen King. King schreef het boek terwijl hij herstelde van een auto-ongeluk dat hij in 1999 had gehad. 

## Het verhaal
Vier vrienden, Jonesy, Beaver, Pete en Henry, hebben in hun jeugd een moedige daad verricht. Ze beschermden de geestelijk gehandicapte Duddits tegen de pesterijen van drie oudere jongens. Duddits wordt vanaf dit moment een bindende factor in hun leven en beïnvloedt dit. Zo blijkt Duddits telepathische vaardigheden te hebben, en brengt deze ook op zijn vrienden over. Onder hen komt hij bekend te staan als "de dromenvanger".
Jaren later gaan de vier - inmiddels volwassen - een paar dagen jagen in Noord-Maine. Tijdens het jagen ontdekt Jonesy een verdwaalde man, McCarthy, en neemt hem mee naar hun blokhut. De man heeft een vreemde rode uitslag op zijn wang en laat zeer sterke en naar ether en alcohol stinkende boeren en winden. Tegelijkertijd vertonen dieren vreemd gedrag en komt een helikopter langs van waaruit men de stomverbaasde Jonesy en Beaver meedeelt dat de streek in quarantaine is genomen door het Amerikaanse leger, geleid door de gestoorde kolonel  Abraham Kurtz.
In de streek blijkt een buitenaards ruimteschip te zijn neergestort. Het wordt bevolkt door "Grijzen", de typische grijze aliens met grote zwarte ogen. Grijzen zijn feitelijk een soort "verdichting" van een buitenaardse schimmel, byrus, te vergelijken met hoe een paddenstoel een verdichting is van schimmel. Byrus verspreidt zich zeer snel op ieder oppervlak, maar is slecht tegen kou en aardse omstandigheden bestand en sterft ook vrij snel af. Wanneer het een mens of dier infecteert op de huid, wordt dit telepathisch, net zoals de Grijzen dit zijn. Na verloop van tijd sterft het byrus en verliest de geïnfecteerde zijn of haar telepathie. Maar wie byrus in zijn maag-darmkanaal krijgt zal daar een byrum ontwikkelen, een wezelachtige zeer agressieve alien die in het darmkanaal groeit en zich door het rectum naar buiten vreet. Dit is altijd dodelijk voor de Aardse gastheer, want bij het uitkomen vernietigt hij het onderlichaam van de gastheer. Een byrum is bovendien zeer agressief en gevaarlijk.
McCarthy blijkt een byrum te bezitten die Beaver doodt. Een Grijze die aan de aanval van het leger heeft kunnen ontkomen, "Mr. Gray", neemt hierop de geest van Jonesy over, die zich hier echter tegen verzet. In een klein kamertje in zijn geest, gesymboliseerd door een kantoor, houdt Jonesy stand tegen de indringer, die overigens vrijwel volledige macht over zijn lichaam heeft. Terwijl dit alles geschied bij het huisje waarin de vier vrienden verblijven, krijgen Henry en Pete, die even boodschappen aan het doen waren, een auto-ongeluk wanneer ze een vrouw, die ook door een Byrum is geïnfecteerd, ontwijken. Pete blijft bij haar en wordt later door de Byrum aangevallen, terwijl Henry zich te voet terug naar het huisje begeeft. Daar vindt hij enkel de Byrum die uit McCarthy kwam. Henry doodt het beest en verbrandt het huisje. Daarna probeert hij op ski's terug te keren naar de bewoonde wereld, maar wordt door het leger onderschept en samen met vele anderen in het militaire kamp opgesloten. Mr. Gray, in Jonesy's lichaam, vindt ondertussen de zwaar gewonde Pete en dwingt hem om hem te helpen de quarantainezone te verlaten alvorens Pete te doden. 
Mr. Gray infecteert een hond met een byrum en zet koers naar Derry, terwijl Jonesy hem zoveel mogelijk probeert te vertragen. Grays plan is om de hond met de Byrum uit te zetten in het waterreservoir van Derry (waarvan hij de locatie uit Jonesy's herinneringen haalt), maar dat blijkt niet langer te bestaan (het reservoir is vernietigd tijdens de climax van Het). Hierop zet Mr. Gray koers naar het waterreservoir van Boston. Als de Byrum daarin wordt losgelaten, zal deze heel Boston besmetten met buitenaardse sporen. In het militaire kamp geeft Kurtz bevel om alle in quarantaine geplaatste mensen af te maken om zo de Byrus uit te roeien. Hierop spant Henry samen met soldaat Owen Underhill en ontketent een opstand onder de gevangenen. In de chaos die volgt ontsnappen Henry en Underhill en zetten de achtervolging in op Mr. Gray. Onderweg pikken ze in Derry Duddits op, die inmiddels aan leukemie lijdt en nog maar kort te leven heeft, zodat hij Jonesy kan helpen opsporen. Kurtz zet samen met 2 soldaten eveneens de achtervolging in. Niet om Mr. Gray te stoppen, maar om Owen, die door Kurtz als verrader wordt gezien, te straffen. 
Jonesy kan Mr. Gray genoeg vertragen zodat Henry, Owen en Duddits hen inhalen. Duddits en Henry dringen Jonesy's geest binnen en helpen hem Mr.Gray te vernietigen, terwijl Owen de Byrum in de hond doodt. Deze laatste inspanning wordt Duddits te veel en hij overlijdt. Kurtz en de soldaten arriveren niet veel later ook bij het reservoir, en in de confrontatie die volgt komen alle militairen om. Alleen Henry en Jonesy overleven het hele gebeuren. 